# George Wright (remero)
George Fletcher Wright (21 de julio de 1890-28 de enero de 1973) fue un deportista canadiense que compitió en remo.
Participó en los Juegos Olímpicos de Londres 1908, obteniendo una medalla de bronce en la prueba de ocho con timonel. Fue hijo de Joseph Wright sr. y hermano de Joseph Wright jr., también remeros.

## Palmarés internacional
| Juegos Olímpicos | Juegos Olímpicos      | Juegos Olímpicos  | Juegos Olímpicos |
| Año              | Lugar                 | Medalla           | Prueba           |
| ---------------- | --------------------- | ----------------- | ---------------- |
| 1908             | Londres (Reino Unido) | Medalla de bronce | Ocho con timonel |